# Bastionul Haller
Bastionul Haller din Sibiu (în germană Hallerbastei) este un bastion construit în a doua jumătate a secolului al XVI-lea în orașul Sibiu și face parte din fortificațiile înglobate ulterior centurilor de apărare a orașului. El este situat în capătul sud-estic al fortificațiilor, pe bd. Spitalelor și str. Pompei Onofreiu nr. 8.
Fortificațiile târzii ale orașului medieval Sibiu, din care fac parte Bastionul Haller, Bastionul Soldisch, fragmente de rondelă și curtine edificate în secolele XII-XVII, au fost incluse pe Lista monumentelor istorice din județul Sibiu din anul 2004, având codul de clasificare SB-II-m-A-12010.05. 

## Istoric
Pe la mijlocul secolului al XVI-lea, pe măsura creșterii amenințării otomane, fortificațiile orașului Sibiu au fost întărite cu rondele de artilerie și cu bastioane. Bastioanele au fost construite pentru a întări unele puncte mai importante ale centurilor de apărare ale orașului. Proiectele bastioanelor au fost executate de arhitecți italieni care au impus un sistem nou de fortificații.  Singurele mărturii ale sistemului italian de fortificații implantat în a doua jumătate a secolului al XVI-lea pe teritoriul actual al României îl constituie bastioanele Haller și Soldisch din Sibiu, precum și cetatea bastionară din Oradea (1569-1618).
În iunie 1551 trupele imperiale aflate sub comanda generalului Giovanni Battista Castaldo au pătruns în Transilvania, ocupând-o timp de cinci ani. Cu asentimentul magistratului, Castaldo a instalat în Cetatea Sibiului la 17 august 1551 o garnizoană formată din 14 companii de infanterie, dotate cu 46 de tunuri și 216 puști de cetate, care au sporit mult capacitatea de apărare a cetății. Nemulțumit de starea fortificațiilor, generalul a dispus construirea de bastioane care să întărească centurile de apărare ale orașului. Arhitectul italian Alessandro Clippa (Alexander Klippa) a realizat un proiect de întărire a fortificațiilor cu cinci bastioane de mari dimensiuni, plasate la colțurile centurii. Bastioanele urmau să fie prevăzute cu platforme spațioase pentru amplasarea tunurilor, sub care trebuiau amenajate cazemate pentru depozitarea muniției și adăpostirea trupelor. 
Bastionul Haller a fost construit în perioada 1551-1553, în timpul primarului Peter Haller. Lucrările au fost coordonate de meșterii Peter Nürnberger și Georg Waahl. Odată cu el a fost construit și bastionul plasat la Poarta Ocnei (Cizmarilor), astăzi dispărut. Pentru a finaliza cât mai repede această construcție Dieta Transilvaniei a impus orășenilor și țăranilor români și sași din satele învecinate să presteze muncă obligatorie și să contribuie cu bani. Cu toate acestea, țăranii și orășenii au refuzat să lucreze gratuit pentru construcție. Situația locuitorilor se înrăutățește după epidemia de ciumă din 1554, urmată în anul următor de un incendiu puternic care a devastat 556 de case. În plus, cum nici soldații lui Castaldo nu au mai fost plătiți, ei au început să-i jefuiască pe localnici, determinând opoziția armată a orașenilor. În cele din urmă trupele imperiale au fost retrase în 1556 din Sibiu. 
În anul 1771 pe acest bastion a fost construită o școală de călărie (manej), iar în primul deceniu din secolul al XX-lea s-a ridicat edificiul actual al Spitalului de Neurologie. 
Pe unul din zidurile bastionului a fost amplasată o placă de marmură albă cu următoarea inscripție: 
"BASTIONUL HALLER
construit între anii 1558-1588 pentru întărirea colțului estic a celei de a treia centuri de fortificații a orașului.
Mon. istoric nr. 2560"
În octombrie 2006 zidurile bastionului Haller au fost curățate și reabilitate. În urma unui parteneriat încheiat în aprilie 2006 cu Primăria municipiului Sibiu, companiile germane "Kärcher" și "AeDis", specializate în operațiuni de curățare și în consultanță pentru conservarea obiectivelor istorice, au fost de acord să reabiliteze pe propria cheltuială (sub formă de sponsorizare) Podul Minciunilor și Bastionul Haller. Lucrările efectuate au constat în spălarea zidurilor cu apă sub presiune și aplicarea de pulberi și aditivi specifici pentru a preveni deteriorarea obiectivului, precum și pentru a asigura o conservare mai bună în timp. 

## Arhitectură
Bastionul Haller a fost construit din cărămidă și umplut cu pământ pentru a oferi o bună protecție în fața tirurilor de artilerie. Zidurile au o lungime totală de 223 metri și o înălțime maximă de 9 metri. 
Bastionul are o suprafață mare, permițând instalarea unui număr mare de tunuri. Au fost realizate cazemate cu deschideri pentru tunuri, atât spre Turnul Gros (două), cât și spre str. Manejului (trei). La circa 1 metru de limita superioară, zidurile au fost prevăzute cu distanțiere din piatră, pentru a împiedica așezarea scărilor de asediu.

## Imagini

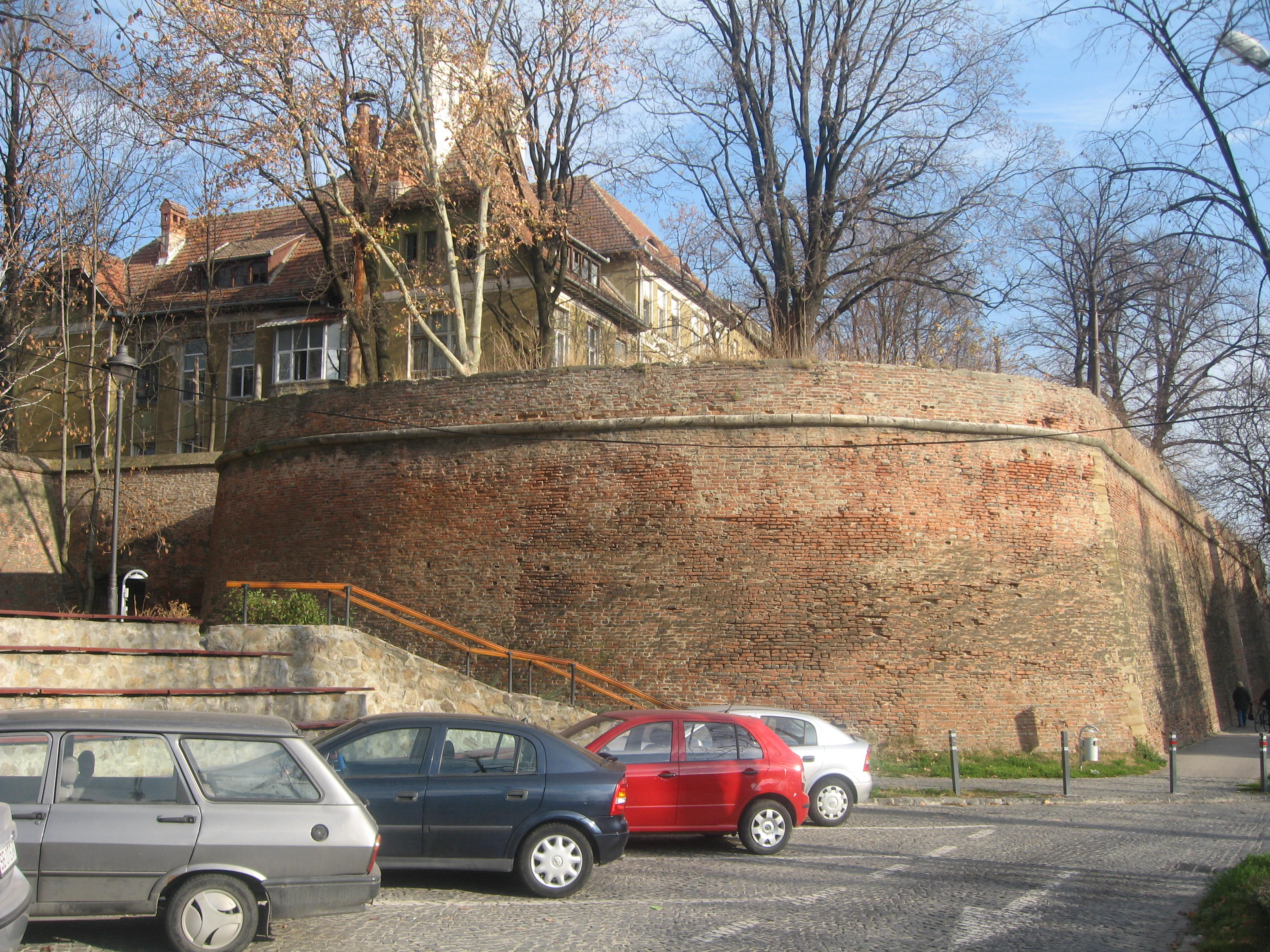
Bastionul Haller - vedere dinspre sud
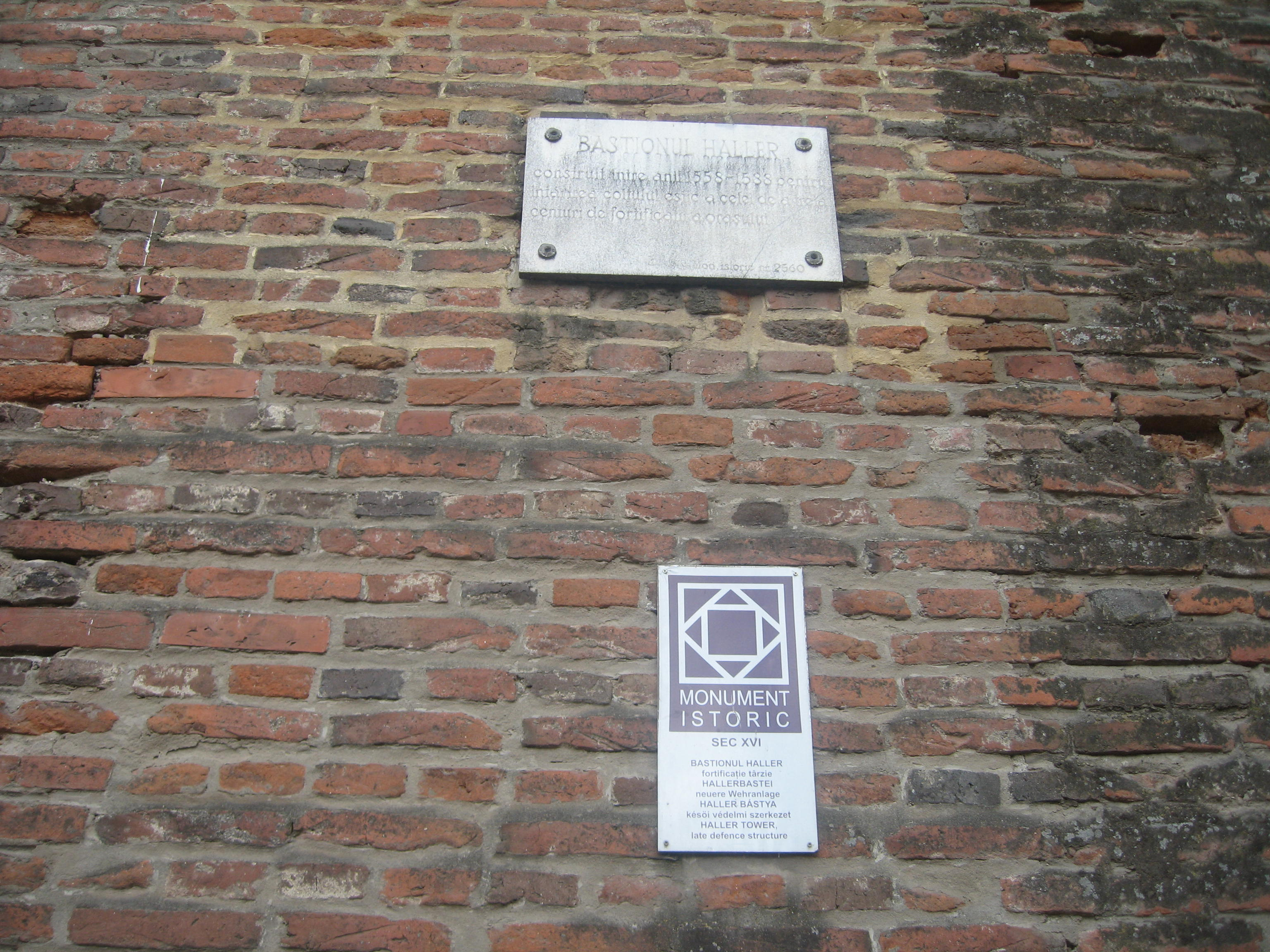
Bastionul Haller - plăci
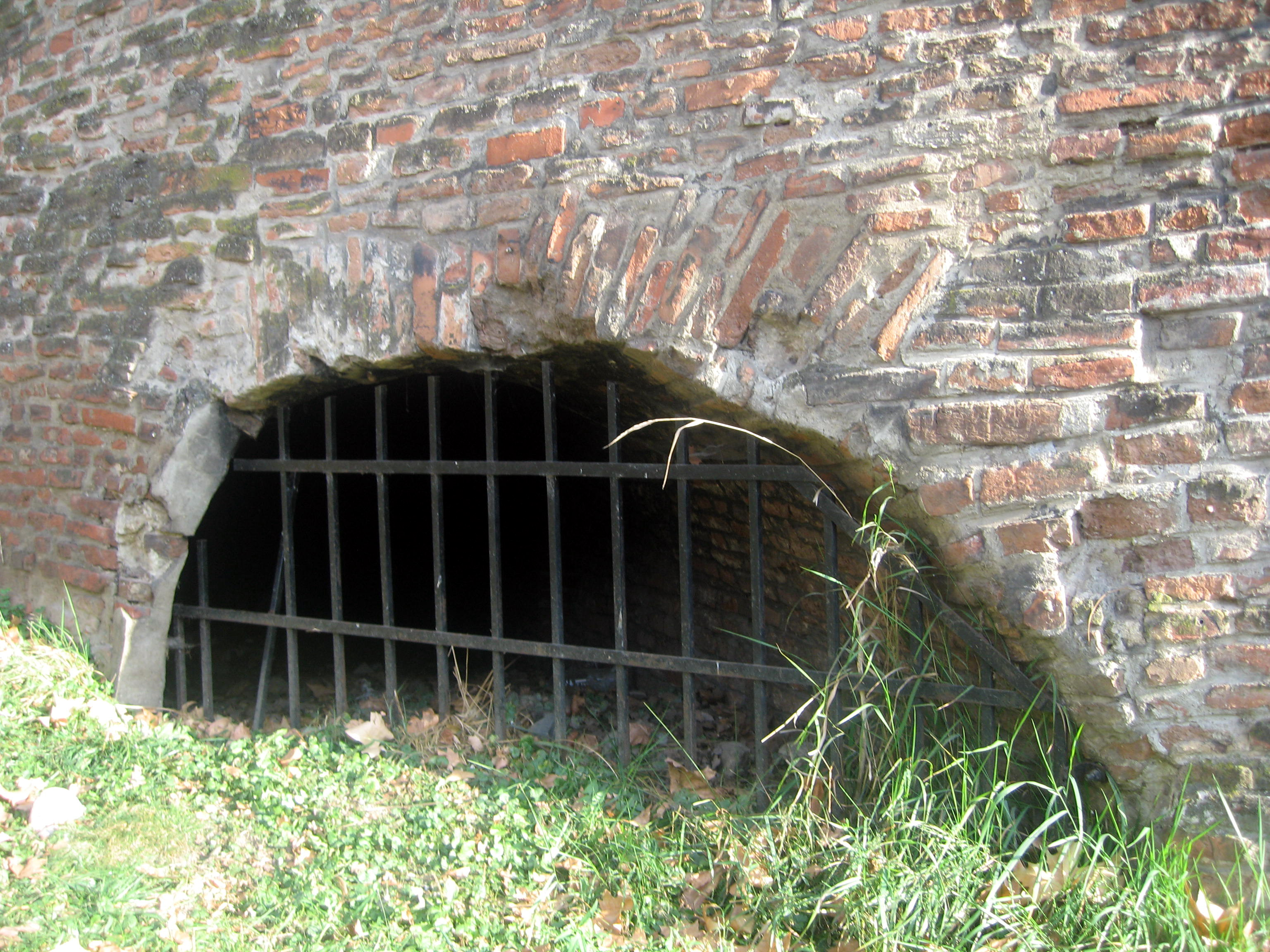
Bastionul Haller - ieşirea din tunel pe unde erau scoase tunurile pentru a fi amplasate pe valurile de pământ de peste strada Spitalului